# 北陸ハイウェイバス

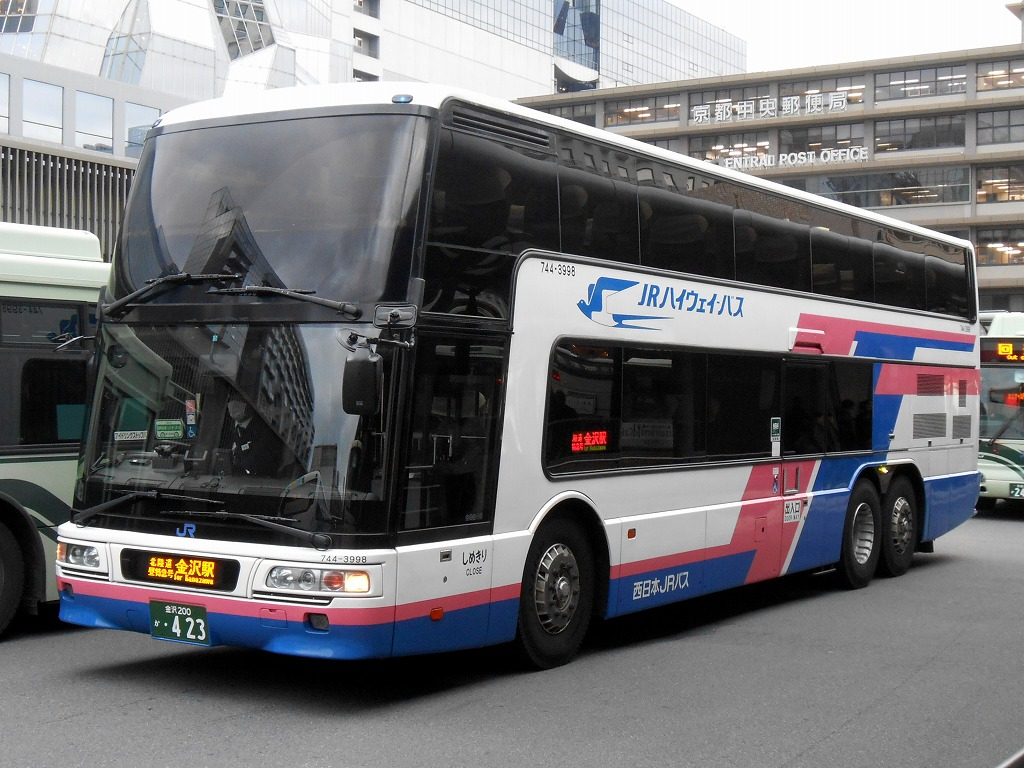
北陸道昼特急大阪号

北陸ハイウェイバス（ほくりくハイウェイバス）は、かつて名神高速道路、北陸自動車道を経由して京都市と石川県白山市・金沢市を結んでいた高速バス路線である。過去には「京都・金沢線」「北陸道特急」とも称された。なお、ここでは後身の大阪市と金沢市を結ぶ北陸道青春昼特急大阪号及び現在同一路線群として扱われている百万石ドリーム大阪号・青春北陸ドリーム大阪号および北陸道グラン昼特急大阪号（廃止）についても記述する。

## 概要

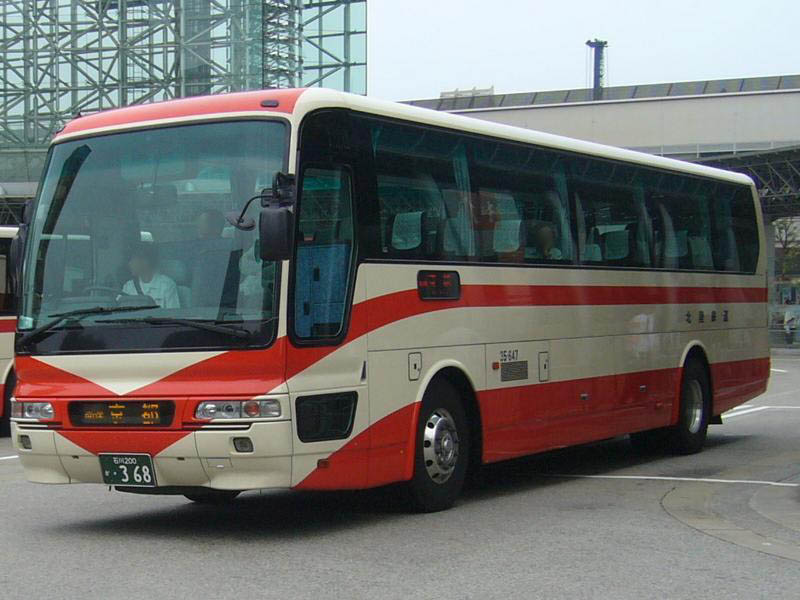
北陸ハイウェイバス（北陸鉄道運行時代末期のもの）

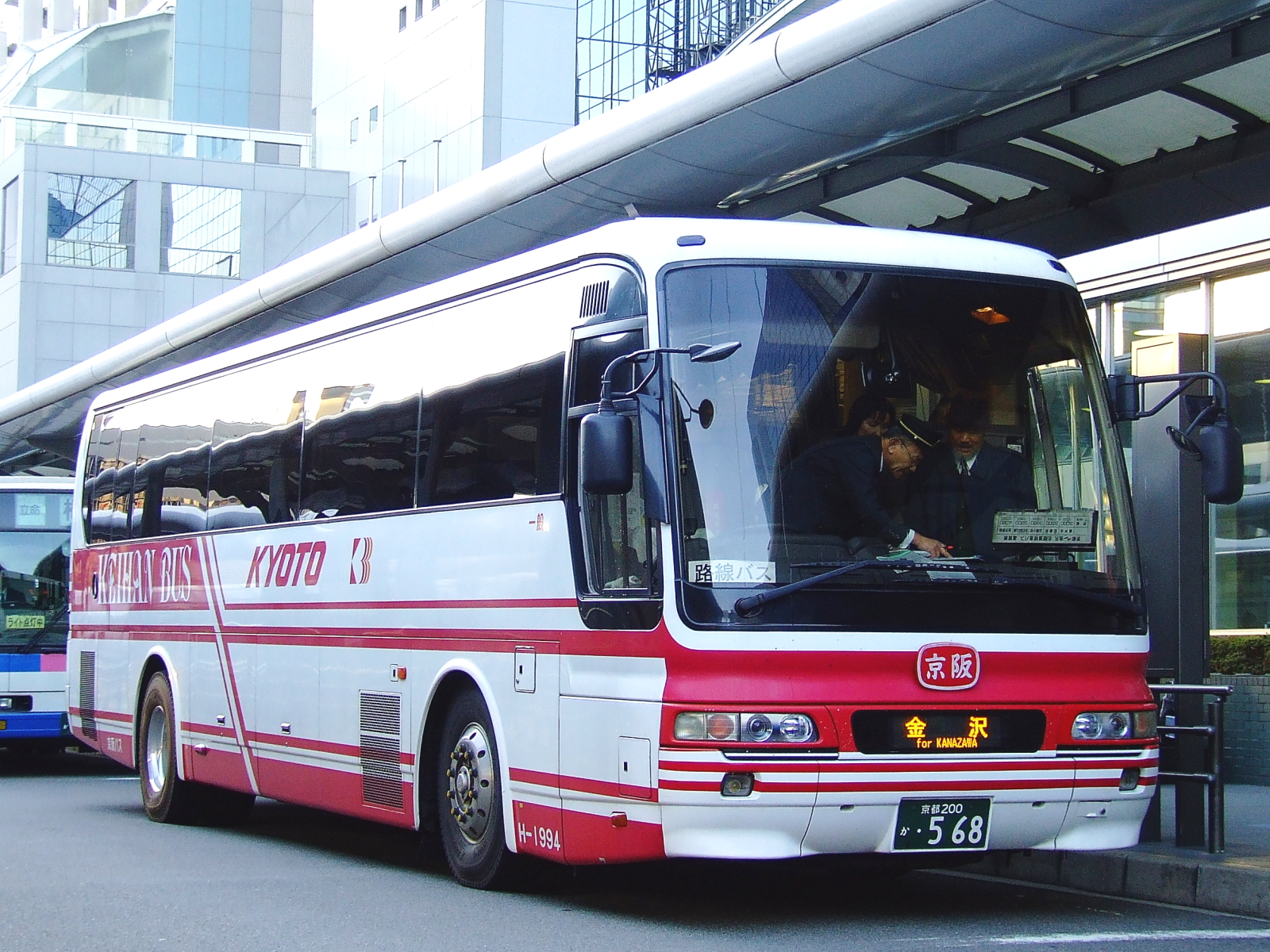
北陸ハイウェイバス（京阪バス運行時代末期のもの）

北陸ハイウェイバス（京都 - 金沢線）は金沢発着の高速バスとして名古屋 - 金沢線に次いで運行開始。バブル初期の高速バス開設ブームに開業した歴史のある路線ではあるが、開業以来苦戦を強いられており、輸送力・運行本数・スピード・知名度など総合力で勝るJR西日本の特急「雷鳥・サンダーバード」の後塵を拝してきた。
北陸鉄道（以下「北鉄」）は関西進出にあたり、名神高速道路の天王山トンネルなどでの慢性渋滞による定時性での障害や、片道4時間30分以上に及ぶため日帰りワンマン運行が困難である点、さらに京都や金沢ほど「観光需要が望めない」点などから「JR特急には太刀打ちできない」として大阪 - 金沢線を開設せず、当路線を同社で唯一の関西路線と位置づけて大阪・神戸など京阪神周辺都市への（からの）客にも京都で電車を乗り継いで利用してもらおうという狙いがあったが、期待したほどの利用は得られていなかった。
それ故に、北鉄は金沢市から全国の主要都市各地に高速バス網を展開してきたが、大阪への高速バスへの要望も強かったにもかかわらず長年にわたり開設されないままだった。前述の渋滞による定時性での障害に加えて、隣県の富山・福井から大阪への昼行高速バスの不振による僅か数年での廃止（もっとも大阪側の乗り場・なんば高速バスターミナルの不便さも元凶といえる）や、上述の京都 - 金沢線の利用の伸び悩みによる北鉄側の消極姿勢が大きな背景にあったとみられる。
この閉塞的な状況を打破したのは、大阪・金沢の双方を重要営業拠点に持つ西日本JRバスである。21世紀になって開設された「東海道昼特急大阪号」（当時）「山陽道昼特急広島号」など中長距離昼行便の成功が契機となり、さらに京滋バイパスの全通も呼び水となり、ついに2003年12月1日、北陸道昼特急大阪号を3往復（翌3月に4往復に増便、一部便は富山発着に変更）、北陸ドリーム大阪号を1往復で開業（富山発着）した。西日本JRバスが運行する金沢発着の高速バスではこれまで常に北鉄と手を携えてきたが、この大阪線がパートナーを組まない初めてのケースとなった。
金沢 - 京都・大阪間で並行している上述の「雷鳥・サンダーバード」と比べ、定時性、運行本数（バスは昼夜合わせて8往復。特急は2015年3月14日現在23往復）等から見ても特急列車の利用者が圧倒的に多い。しかし、格安な運賃（大阪 - 金沢間の場合、通常期片道4,300円）、ゆったりした独立3列シートの快適性などが奏効して徐々に利用者を増やしており、これまでJR特急の独り舞台だった金沢 - 大阪間における基幹交通手段としての新たな地位を確立しつつある。現に週末の夜行便には常に続行便が付き、昼行便も週末の2号・9号を中心にチケットが入手困難になるという。
その一方で京都 - 金沢線は、「北陸道昼特急大阪号」「北陸ドリーム大阪号」におされ、金沢発で週末を中心に格安ツアーバス（2013年8月1日より「新高速路線バス」）も運行されるなど、競争も激化したこともあって縮小傾向をたどるようになる。さらに北鉄も2004年（平成16年）、グループ会社の北鉄金沢中央バス（現在の北鉄金沢バス）が大阪 - 金沢線を運行開始しており、2007年（平成19年）7月、開業20周年を待たずして撤退。続いて京阪バスも2011年（平成23年）3月31日の運行をもって撤退し、西日本JRバスの単独運行となった。
そして2010年（平成22年）7月1日のダイヤ改正で、京都 - 金沢線の4往復から2往復への減便と同時に、「北陸道昼特急大阪号」のダイヤ及び運行経路が改定され昼夜ともに金沢市内の繁華街3箇所と京都駅への乗り入れを実施し、事実上の路線統合に近い格好となった。このため、所要時間が従来より1時間弱ほど多くかかることになった。
また、同年12月9日のダイヤ改正では、金沢 - 富山間のみ運行する「北陸道昼特急号」も運行を開始している。なお、あわせて大阪発着の一部便でも金沢 - 富山間のみの利用が可能となった。
さらに、2011年（平成23年）6月1日のダイヤ改正で京都 - 金沢線は1日1往復に減便されるとともに、「北陸道青春昼特急京都号」の愛称がつけられるようになった。同時に福井県内の停車地が福井北インターから福井駅東口に変更されている。そして、2013年（平成25年）6月24日、京都駅から大阪駅に延長され「北陸道青春昼特急大阪号」と改称されている。
2015年（平成27年）4月1日のダイヤ改正では「北陸道昼特急大阪号」「北陸ドリーム大阪号」の金沢側のルートが、繁華街を通らない2010年6月までの経路に戻る。さらに、名神高槻バス停での乗降扱いを廃止した他「北陸道昼特急大阪号」の富山駅乗り入れや、金沢駅－富山駅間の区間便も廃止。また、「北陸道昼特急大阪号」では大阪発・金沢発ともに朝の始発便、夕方の最終便で京都駅に乗り入れない直行便の運行を再開。
2016年（平成28年）8月1日、金沢発6号、大阪発7号を新造グラン車両に置換え「北陸道グラン昼特急大阪号」として運行する。前述の直行便にて尼御前・福井北・千里ニュータウンを無停車にして速達性向上を図る。季節運行で4号・5号にて富山駅への乗り入れを再開。
同年12月1日には「北陸道昼特急大阪号」5往復すべてを「北陸道グラン昼特急大阪号」に統一。「北陸ドリーム大阪号」のみ2階建車両の運行を継続し、季節運行で大阪駅 - 金沢駅間に「北陸グランドリーム大阪号」を運行する。
2018年（平成30年）3月16日、「北陸ドリーム大阪号」もグラン車両に置き換えの上、「百万石ドリーム大阪号」に改称。また、「北陸道グラン昼特急大阪3号」を土休日に限り和倉温泉まで運行としたが、北陸道グラン昼特急および和倉温泉への乗り入れは2023年4月1日に休止した。

## 運行会社
- 西日本ジェイアールバス（金沢営業所・大阪営業所）
  - 2007年（平成19年）6月30日までは京都営業所も担当していた。
  - 続行便については日本交通 (大阪府)に運行委託する場合がある。

## 運行経路

### 北陸道青春昼特急大阪号
ユニバーサル・スタジオ・ジャパン(USJ) - 大阪駅JR高速バスターミナル - 千里ニュータウン - 京都駅烏丸口 - 京都深草 - 福井駅東口 - 北陸小松 - 松任海浜公園 - 金沢駅（金沢港口）
- 福井駅東口 - 金沢駅（金沢港口）間の利用も可能。ただし、区間内にある北陸小松および松任海浜公園での乗降は不可。
- 金沢側では、金沢駅金沢港口より石川県道60号金沢田鶴浜線～国道8号金沢バイパスを経由して金沢西ICにて北陸道に入る。
- 京都駅へは、上り・下り共に京都南ICで名神を降りて国道1号で向かい、再び同じルートで京都南ICに折り返して名神に戻る。（但し、最繁忙期には京滋バイパスや第二京阪道路で迂回することもある）
- 途中多賀SA・南条SAで休憩する。

### 百万石ドリーム大阪号
ユニバーサル・スタジオ・ジャパン(USJ) - 大阪駅JR高速バスターミナル - 千里ニュータウン - 京都駅烏丸口 - 北陸小松 - 松任海浜公園 - 金沢駅（金沢港口） - 富山駅前
- 大阪駅 - 京都駅間および石川県内のみの利用は不可。
- 途中下り1号は多賀SAで、上り2号は南条SAで休憩する。

### 青春北陸ドリーム号
ユニバーサル・スタジオ・ジャパン(USJ) - 大阪駅JR高速バスターミナル - 京都駅烏丸口 - 北陸小松 - 松任海浜公園 - 金沢駅（金沢港口）
- 大阪駅 - 京都駅間および石川県内のみの利用は不可。
- 途中多賀SA・南条SAで休憩する。

## 過去の運行経路

### 北陸ハイウェイバス
2009年（平成21年）9月30日までの経路
- 五条通（国道1号）経由便：京都駅烏丸口 (14) - 五条京阪 (13) - 福井北インター (09) - 尼御前 (08) - 北陸小松 (07) - 松任海浜公園 (06) - 片町 (05) - 香林坊 (04) - 武蔵ヶ辻 (03) - 金沢駅前 (02)
- 三条通（山科駅）経由便：京都駅烏丸口 - 三条京阪 (12)  - 山科駅 (11) - 福井北インター - 尼御前 - （以東、上記と同じ）
  - バス停名（ ）内の数字は駅コード（※現在は廃止）。なお、かつては200xxの便名コードが付されていた。
  - 2009年（平成21年）9月の変更前時点では、五条通経由が3往復、三条通経由が1往復という構成だった。
  - かつての山科では京都府道143号四ノ宮四ツ塚線（三条通り）上に停留所[7]が存在したが、その後、現在の山科駅前バスターミナルの完成に伴いこちらに乗り入れるようになった。
  - 三条通経由便は、かつては京都駅烏丸口 - 四条烏丸 - 四条河原町 - 三条京阪の順に停車した。
  - 開業当時より、京都側では五条・三条経由を問わず京都東ICを経由していたが、2009年（平成21年）10月1日より京都南ICでの出入りに変更された。
  - 賤ヶ岳SAでの1回休憩だった。

2009年（平成21年）10月1日から2011年（平成23年）5月31日までの経路
- 京都駅烏丸口 - 京都深草 (18) - 福井北インター - 尼御前 - （以東、上記と同じ）

### 北陸道グラン昼特急大阪号・和倉昼特急金沢号
北陸道グラン昼特急号
大阪駅JR高速バスターミナル - 千里ニュータウン（※1） - 京都駅烏丸口（※1）- 福井北インター（※1） - 尼御前（※1） - 北陸小松 - 松任海浜公園 - 金沢駅東口 - 富山駅南口（北陸道グラン昼特急大阪号のうち1往復（週末等）のみ乗り入れ）
北陸道グラン昼特急号（和倉温泉直通便、※2）
大阪駅JR高速バスターミナル → 京都駅烏丸口 → 京都深草 → 福井北インター → 尼御前 → 松任海浜公園 → 金沢駅東口 → （千里浜なぎさドライブウェイ） → 足湯公園/のと楽寿苑 →  和歌崎／海望あえの風 → 総湯／美湾荘・松乃碧 → 弁天崎源泉公園/加賀屋前
和倉昼特急金沢号（※2）
和歌崎／海望あえの風 → 金沢駅東口
- 大阪駅 - 京都深草間および福井県内・石川県内（金沢駅 - 和倉温泉間を除く）のみの利用は不可。
- 途中多賀SA・南条SAで休憩していた。

※1 北陸道グラン昼特急大阪号のうち2往復（始発・最終）は千里ニュータウン・京都駅烏丸口・福井北インター・尼御前に停車しない。
※2 和倉温泉直通便は2018年3月16日より土休日に運行（北陸道グラン昼特急3号および和倉昼特急金沢号）。

## 運行回数
- 北陸道青春昼特急大阪号：昼行便1日1往復。
- 百万石ドリーム大阪号：夜行便1日1往復（富山発着）。
- 青春北陸ドリーム号：夜行便1日1往復。

## 歴史
- 1988年（昭和63年）8月 - 北陸鉄道、西日本JRバス、京阪バス3社により、北陸ハイウェイバス（京都 - 金沢線「北陸道特急バス」）が1日9往復（各社3往復）で開業。当時の五条通り経由便は京都市内ノンストップであった。
- 1992年（平成4年）9月 - 北陸ハイウェイバスが1日8往復に減便。五条通り経由便の「五条京阪」での停車扱いを開始し、全便で京阪電車との接続を実現。
- 1996年（平成8年）10月 - 北陸ハイウェイバスが1日5往復に減便。
- 2000年（平成12年）4月 - 北陸ハイウェイバスが「松任海浜公園」「北陸小松」「尼御前」「福井北インター」での停車扱いを開始。同時に定時性のネックであった三条通り経由便の「四条河原町」「四条烏丸」停留所を廃止して、三条京阪 - 京都駅間を無停車とした。
- 2003年（平成15年）12月1日 - 「北陸道昼特急大阪号」大阪 - 金沢間1日3往復、「北陸ドリーム大阪号」大阪 - 金沢・富山間1日1往復がそれぞれ運行開始。
- 2004年（平成16年）3月1日 - 「北陸道昼特急大阪号」を1日4往復に増便、うち1往復を富山発着とする。「北陸ドリーム大阪号」を京都駅経由とする。
- 2005年（平成17年）6月 - 北陸ハイウェイバスが休憩回数を賤ヶ岳SAのみの1回から、南条SA・多賀SAの2回に変更。
- 2007年（平成19年）7月1日 - 北陸ハイウェイバスが1日4往復に減便。北陸鉄道が共同運行から撤退。「北陸道昼特急大阪号」のうち金沢駅発着の2往復をハイデッカー車での運行に変更。
- 2008年（平成20年）7月1日 - 北陸ハイウェイバスの「敦賀インター」での停車を廃止。
- 2009年（平成21年）10月1日- 北陸ハイウェイバスの「山科駅」「三条京阪」並びに「五条京阪」バス停を廃止。京都南インターチェンジ経由に変更するとともに、「北陸道昼特急大阪号」とともに「京都深草」に停車。
- 2010年（平成22年）
  - 7月1日 - 北陸ハイウェイバスの値下げが行われるとともに、1日2往復に減便。その代替策として、「北陸道昼特急大阪号」・「北陸ドリーム大阪号」が「武蔵ヶ辻」「香林坊」「片町」「京都駅烏丸口」に乗り入れ。
  - 12月9日 - 金沢 - 富山間のみ運行の「北陸道昼特急号」の運行を開始。あわせて富山 - 大阪間の一部便で金沢 - 富山間のみの利用が可能になる。
- 2011年（平成23年）
  - 3月31日 - 京阪バスが北陸ハイウェイバスの共同運行から撤退、西日本JRバスの単独運行となる。
  - 6月1日 - 北陸ハイウェイバスが1日1往復に減便され、「福井駅東口」への乗り入れを開始。あわせて福井駅 - 金沢市内のみの利用も可能になるとともに「北陸道青春昼特急京都号」の愛称が付けられる。同時に「北陸道昼特急大阪号」を1往復増便、1日5往復となる。大阪駅の発着場所が桜橋口から大阪駅JR高速バスターミナルに変更。
- 2012年（平成24年）12月27日 - この日より2013年（平成25年）1月6日までの期間限定で、「青春北陸ドリーム大阪号」の運行を開始。年末年始等の多客期に柔軟な車両調達を行うため、日本交通 (大阪府)に続行便の運行委託を開始[8]。
- 2013年（平成25年）6月24日 - 「北陸道青春昼特急京都号」の京都 - 大阪間を延長。名称を「北陸道青春昼特急大阪号」に変更。あわせて「青春北陸ドリーム大阪号」が本格運行を開始。
- 2014年（平成26年）3月20日 - 「北陸道青春昼特急京都号」「青春北陸ドリーム大阪号」がユニバーサル・スタジオ・ジャパン (USJ)に延伸[9]。
- 2015年（平成27年）4月1日 - 全便で「名神高槻」停車を廃止。金沢 - 富山間のみ運行の「北陸道昼特急号」および北陸道昼特急大阪号」の富山駅乗り入れを廃止。また、「北陸道昼特急大阪号」「北陸ドリーム大阪号」にて金沢駅 - 松任海浜公園間を無停車とし、「青春北陸ドリーム大阪号」にて「武蔵ヶ辻」「香林坊」「片町」での停車を開始。「北陸道昼特急大阪号」の朝夕の2往復にて京都駅に停車しない直行便の運行を再開[2]。
- 2016年（平成28年）
  - 8月1日 - 「北陸道昼特急大阪号」のうち1往復が車両置き換えにより「北陸道グラン昼特急大阪号」となる。「北陸道昼特急大阪号」の直行便が千里ニュータウン・福井北インター・尼御前も通過となり、週末等に限り1往復が富山駅発着となる（富山駅発着は再開）。また、「北陸道青春昼特急大阪号」が大阪南港コスモフェリーターミナルに延伸[3]。
  - 12月1日 - 「北陸道昼特急大阪号」の残り4往復も車両置き換えにより「北陸道グラン昼特急大阪号」に統一される[4]。
- 2017年（平成29年）
  - 2月1日 - この日より「北陸道青春昼特急大阪号」の大阪南港コスモフェリーターミナルバス停の使用を当面休止[10]。
  - 7月8日 - 「北陸道グラン昼特急大阪号」の直行便のうち、1・2号を週末・季節運行に変更[11]。
- 2018年（平成30年）3月16日 - 「北陸ドリーム大阪号」をグランドリーム車両に切り替えの上、愛称を「百万石ドリーム大阪号」に変更、金土休日に伊丹空港に停車する1往復を追加。「北陸道グラン昼特急大阪号」は土休日に3号を和倉温泉まで延長（上りは「和倉昼特急金沢号」となる）[5]。
- 2020年（令和2年）
  - 4月8日 - 新型コロナウイルス感染拡大の影響により、「北陸道グラン昼特急大阪号」1往復がこの日より当面の間運休[12]。
  - 4月20日 - 「北陸道青春昼特急京都号」がこの日より当面の間運休[12]。
  - 4月23日 - 上記以外の全便がこの日より当面の間運休[12]。
- 2023年（令和5年）
  - 4月1日 - 「北陸道グラン昼特急大阪号」「和倉昼特急金沢号」「北陸道青春昼特急京都号」をこの日より運休。「青春北陸ドリーム大阪号」を毎日運行に変更[6]。
- 2024年11月1日 - 北陸道青春昼特急大阪号と百万石ドリーム大阪号の尼御前バス停を廃止[13]。

## 車両
北陸ハイウェイバス（京都 - 金沢線）の開業当初は各社がこぞってマルチオーディオサービスや公衆電話などを備えた夜行バス並みのシートの4列32人乗りスーパーハイデッカーを導入し、贅沢さを競い合っていた（北鉄がスペースウィング、JR・京阪がエアロクィーンW）。
その後4列シート40人乗り（補助席付き）トイレ付ハイデッカー車のでの運行に変わり、現在の「北陸道青春昼特急大阪号」および「青春北陸ドリーム大阪号」にも引き継がれている。近年ではコンセント付きのいすゞ・ガーラがメインで使用される。
なお、車両運用の都合や続行便などで各社の他路線車両が使用される場合があった。京阪バスでは2009年（平成21年）に高知線が3列シート車に置き換わって予備車が捻出されたこともあり、同年よりリムジン・高速兼用車両の代走は基本的に行っていない。
「北陸道昼特急大阪号」「北陸道昼特急号」「北陸ドリーム大阪号」では、下記を除き、運行開始以来、全便がダブルデッカー（三菱ふそう・エアロキング）での運行であったが、大阪 - 東京系統での経年式ダブルデッカーの置き換えという事情もあり、2007年（平成19年）7月1日より、金沢駅発着の2往復ではハイデッカー独立3列シート車が投入（続行便にはスーパーハイデッカー車も用いられていた）された（2010年（平成22年）7月1日のダイヤ改正により、再び全便がダブルデッカーでの運用に戻る）。2016年（平成28年）8月1日より、「北陸道昼特急大阪号」のうち1往復が「グランドリーム号」等で運用されているハイデッカー車（いすゞ・ガーラ）に置き換えられ、愛称が「北陸道グラン昼特急大阪号」に変更され、さらに同年12月1日には残りの昼特急4往復もグランドリーム車両に置き換えられている。
2018年（平成30年）3月16日より、「北陸ドリーム大阪号」もグランドリーム車両で運行されるようになり、愛称も「百万石ドリーム大阪号」に変更された。

## その他
- JRバス各社の高速バスネットで予約可能な他、コンビニ（ローソン、ファミリーマート、セブンイレブン、デイリーヤマザキ、ミニストップ）での発券が可能。なお、ローソンでは直接購入も可能。
  - かつてはJR駅のみどりの窓口でも購入可能であったが、みどりの窓口における販売枠（マルス枠）はきわめて少なく、電話予約やインターネット予約での販売比率が圧倒的に高かった。2003年に開業した当初は2階席の前寄り過半数をマルス枠で占めていたが、金沢では以前から「高速バスのチケットは電話予約で買う」というスタイルが浸透していた事情もあり、わずか1–2か月で減枠されている。
  - 2009年（平成21年）2月1日乗車分より、発車オ〜ライネットでの取扱いを廃止し、マルス枠を除く全席を高速バスネット扱いに統一している。同時に駅コードも廃止。さらに、2009年（平成21年）10月1日よりマルス枠も廃止して全席を完全に高速バスネット扱いに統一。
- 2007年（平成19年）7月1日の北陸鉄道の路線撤退に伴い、金沢地区の予約・発券業務は西日本JRバス金沢バスチケットセンターが単独で行っており、金沢駅前の乗車場所も東口2番のりばから同5番のりばに変更された。また同日、学割運賃（通常運賃の2割引）も設定され、同時に往復割引の有効期間も10日間に延長されるなど利便性が向上した。
- 金沢市内の各停留所の標柱は、北陸鉄道の撤退前は北陸鉄道のバス停を同社の市内路線などと共用して用いていたが、撤退後は同位置に独立した標柱が新たに建てられている。
- 2009年（平成21年）10月1日乗車分より、北陸ハイウェイバスと「北陸道昼特急大阪号」および「北陸ドリーム大阪号」と共通乗車が可能になり、金沢駅 - 京都深草／京都駅間で往復割引が適用されるようになっていたが、その後、2010年（平成22年）7月1日からは、北陸道ハイウェイバスのみ値下げが行われるとともに、往復割引の適用もなくなった。